# Selección de béisbol de Pakistán
La Selección de béisbol de Pakistán (en urdu: پاکستان بیس بال ٹیم‎) es el equipo que representa al país en los torneos de la especialidad y es controlado por la Federación de Béisbol de Pakistán.

## Palmarés
- Asian Baseball Championship - Grupo C: 1

2010
- Asian Baseball Cup: 5[2]

2006, 2010, 2012, 2013, 2015
- SAARC Baseball Championship: 1

2011

### Records
- Mayor victoria — 25 - 0 Mongolia , (Seúl, Corea del Sur; 24 de septiembre de 2014)
- Peor derrota — 0 - 17 (F/5) Corea del Sur , (Guangzhou, China; 16 de noviembre de 2010)

## Participaciones

### Clásico Mundial de Béisbol
| World Baseball Classic record | World Baseball Classic record | World Baseball Classic record | World Baseball Classic record | World Baseball Classic record | World Baseball Classic record | World Baseball Classic record | World Baseball Classic record |                      | Eliminatoria         | Eliminatoria         | Eliminatoria         | Eliminatoria         | Eliminatoria |
| Año                           | Sede(s)                       | Ronda                         | Pos.                          | G                             | P                             | CA                            | CR                            | Sede                 | G                    | P                    | CA                   | CR                   |              |
| ----------------------------- | ----------------------------- | ----------------------------- | ----------------------------- | ----------------------------- | ----------------------------- | ----------------------------- | ----------------------------- | -------------------- | -------------------- | -------------------- | -------------------- | -------------------- | ------------ |
| 2006                          | No participó                  | No participó                  | No participó                  | No participó                  | No participó                  | No participó                  | No participó                  | No hubo eliminatoria | No hubo eliminatoria | No hubo eliminatoria | No hubo eliminatoria | No hubo eliminatoria |              |
| 2009                          | No participó                  | No participó                  | No participó                  | No participó                  | No participó                  | No participó                  | No participó                  | No hubo eliminatoria | No hubo eliminatoria | No hubo eliminatoria | No hubo eliminatoria | No hubo eliminatoria |              |
| 2013                          | No participó                  | No participó                  | No participó                  | No participó                  | No participó                  | No participó                  | No participó                  | No participó         | No participó         | No participó         | No participó         | No participó         |              |
| 2017                          | No clasificó                  | No clasificó                  | No clasificó                  | No clasificó                  | No clasificó                  | No clasificó                  | No clasificó                  | Estados Unidos       | 0                    | 2                    | 0                    | 24                   |              |
| Total                         | 0/4                           |                               |                               | –                             | –                             | –                             | –                             |                      | 0                    | 2                    | 0                    | 24                   |              |

## Equipo 2017

### Lanzadores
| - 32 - Asrar Ahmad - 4 - Muhammad Asad - 6 - Muhammad Asif - 2 - Muhammad Farooq - 23 - Rehman Khalid | - 27 - Inayat Khan - 33 - Tariq Nadeem - 41 - Syed Shabbar Raza Shah - 1 - Syed Aaqib Sherazi - 15 - Dur I Hussain Syed | - 37 - Ihsan Ullah - 51 - Muhammad Usman - 25 - Abubakar Virk - 21 - Muhammad Zohaib |

### Receptores
| - 24 - Umair Imdad Bhatti | - 20 - Hidayat Ullah |

### Infielders
| - 18 - Jawad Ali - 13 - Faqir Hussain | - 19 - Arsalan Jamashaid - 9 - Muhammad Mohsin Jamil | - 17 - Arshad Khan - 22 - Zubair Nawaz |

### Outfielders
| - 30 - Adnan Butt - 8 - Saddam Hussain | - 34 - Burhan Johar - 35 - Ubaid Ullah | - 53 - Fazal Ur Rehman - 10 - Muhammad Sumair Zawar |

### Entrenador
- Pervaiz Shah Khawar